# Amantis saussurei
Amantis saussurei är en bönsyrseart som beskrevs av Bolivar 1897. Amantis saussurei ingår i släktet Amantis och familjen Mantidae. Inga underarter finns listade i Catalogue of Life.